# (79990) 1999 FP1
(79990) 1999 FP1 là một tiểu hành tinh vành đai chính. Nó được phát hiện bởi Spacewatch ngày 19 tháng 03 1999.